# 2070 Humason
2070 Humason је астероид главног астероидног појаса са средњом удаљеношћу од Сунца која износи 2,250 астрономских јединица (АЈ).
Апсолутна магнитуда астероида је 13,9.